# Teamtheater

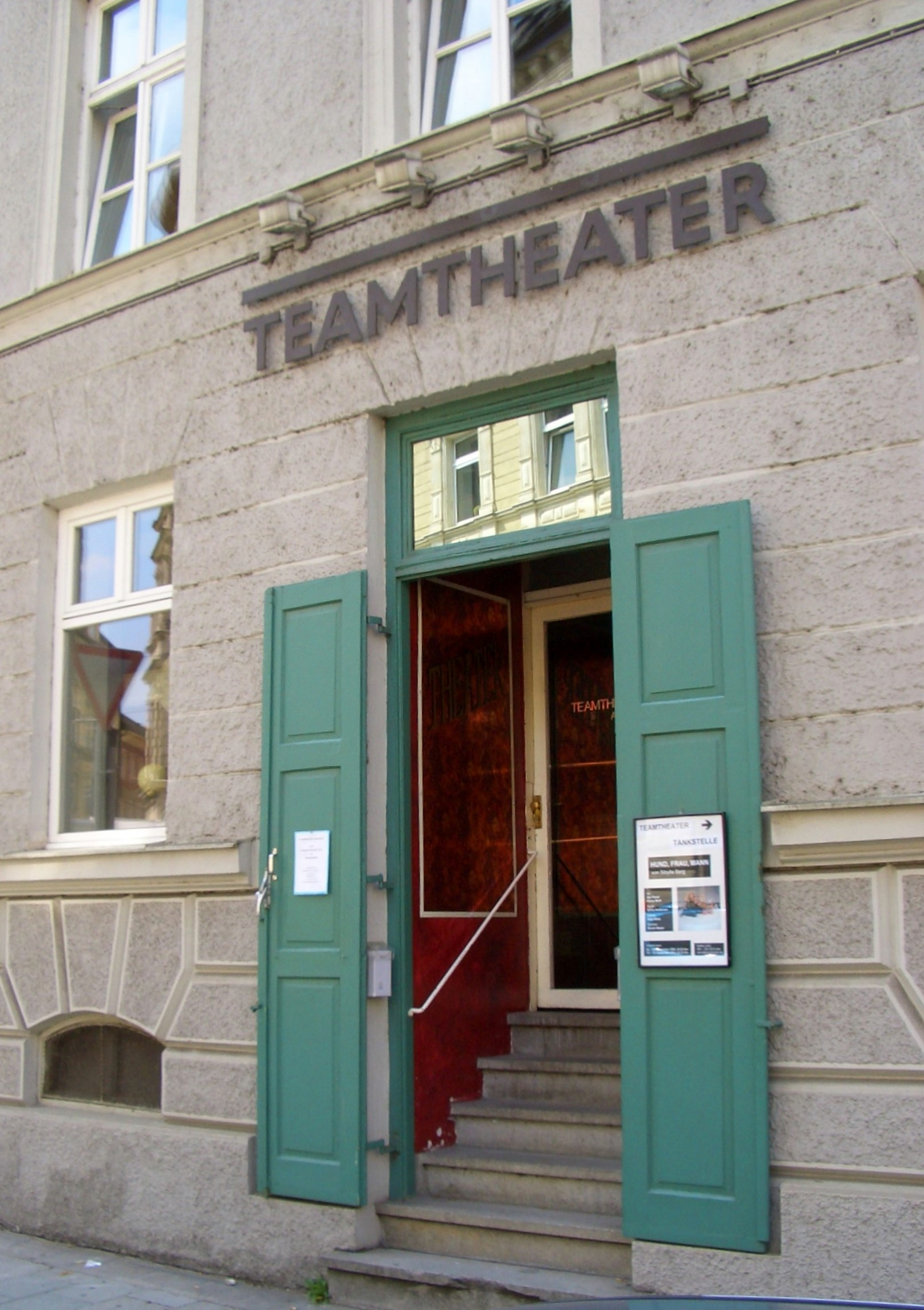
Eingang, Am Einlaß 4

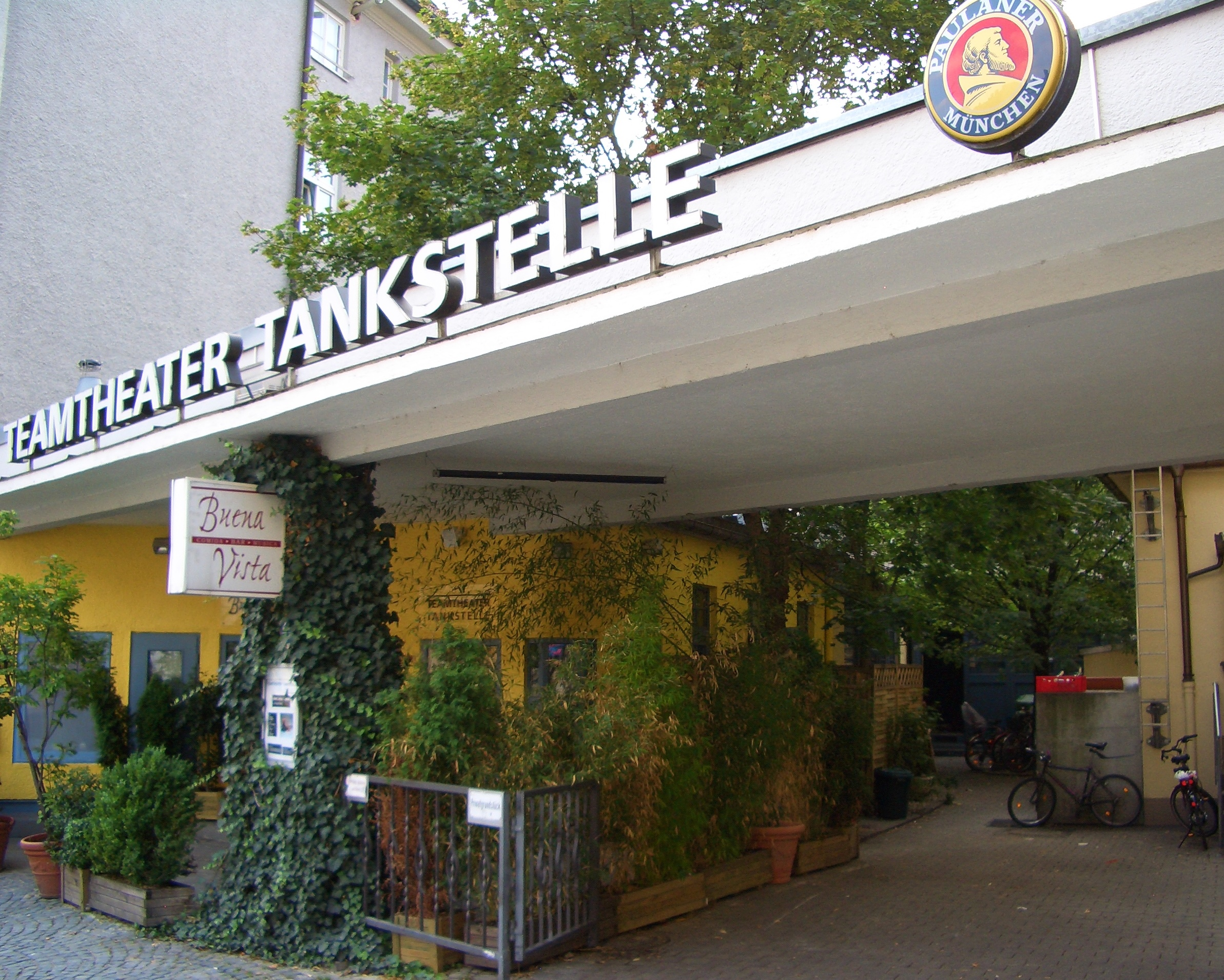
Teamtheater Tankstelle, Am Einlaß 2

Das Teamtheater ist ein Privattheater in München.

## Geschichte
Das Teamtheater war anfangs ein Projekt, das 1985 aus dem Theater am Einlaß in den Räumen Am Einlaß 4 im Gärtnerplatzviertel hervorging. Unter der Leitung von Stephan Märki mit Arnolt Bronnens Vatermord wurde am 20. September 1985 erstmals unter dem neuen Namen Teamtheater gespielt. Prägend für die erste Zeit des Teamtheaters waren Inszenierungen wie Butterbrot von Gabriel Barylli und Barfuß im Park von Neil Simon.
1992 gab es die Gelegenheit im Nachbargebäude, Am Einlaß 2a, einen zweiten Raum, eine ehemalige Tankstelle, dazuzubekommen: Die Teamtheater Tankstelle mit 99 Plätzen entstand. Das Theaterleben zog mit Marivaux’ Das Spiel von Liebe und Zufall am 9. Juli 1992 ins neue Haus ein. Es folgten unter der Leitung von Stephan Märki Stücke wie Die Letzten Dinge von F. K. Waechter, Weibsteufel von Karl Schönherr und Shakespeares Macbeth in der Inszenierung von Petra Maria Grühn.
Nach nur zwei Jahren stand das ehrgeizige Projekt vor dem finanziellen Aus – die Stadt München hatte ihre Förderrichtlinien kurzfristig verändert und das Teamtheater nicht mehr berücksichtigt. Das Team um Stephan Märki löste sich auf. Als 1994 des Ende der Tankstelle schon verkündet war, entschied sich Petra Maria Grühn aus Paris nach München zurückkehren, um in der Tankstelle einen Neuanfang zu wagen.
Die erste Eigenproduktion unter neuer Leitung kam dann am 4. Oktober 1994 zur Premiere: Der tropische Baum von Yukio Mishima in der Regie von Petra Maria Grühn. Nach dem ersten schwierigen Jahr ohne öffentliche Förderung, bekam 1995 die freie Gruppe Compagnie Anteros, ebenfalls unter der Leitung Petra Maria Grühn, für Das kurze Leben der Schneewolken von Wolfgang Bauer städtische Fördergelder und so konnte der Spielbetrieb fortgesetzt werden. Ab 1996 bekam die Teamtheater Tankstelle regelmäßig öffentliche Zuschüsse, zuletzt bekam sie von der Expertenjury den höchsten Förderbetrag im Bereich freies Theater zugesprochen. Von Anfang an hatte das Theater aufgrund von Grühns Bezügen zu Frankreich einen Schwerpunkt auf französische Werke, wobei regelmäßig Ensembles aus Frankreich in München auftreten.
In den Räumen des ursprünglichen Theaters spielt heute das nicht subventionierte Teamtheater SALON, ebenfalls unter der Leitung von Petra Maria Grühn.
Das Teamtheater ist Mitglied im Netzwerk Freie Szene München.

## Einzelbelege
1. ↑  Versuchsraum für aufstrebende Regie-Talente.Welt-online, 9. Oktober 2005, abgerufen am 17. August 2009

Koordinaten: 48° 8′ 0,3″ N, 11° 34′ 28,4″ O